# Sven Reutter
Pour les articles homonymes, voir Reutter.
Sven Reutter, est un coureur cycliste allemand, né le 13 août 1996 à Wendelsheim.

## Biographie
Il devient membre en 2015 de l'équipe continentale Stölting qui devient Stölting Service Group en 2016.

## Palmarès sur route

### Par année
- 2014
  - Classement général du Tour de Basse-Saxe juniors
  - 2e du championnat d'Allemagne du contre-la-montre juniors
  - 3e du championnat d'Allemagne de la montagne juniors[2]
  - 7e du championnat du monde du contre-la-montre juniors
- 2015
  - 3e du championnat d'Allemagne du contre-la-montre par équipes

### Classements mondiaux
| Année           | 2016   |
| --------------- | ------ |
| UCI Europe Tour | 1 684e |

## Palmarès sur piste

### Championnats d'Allemagne
- 2013
  -  Champion d'Allemagne de l'américaine juniors (avec Marc Jurczyk)